# Todi becample
El todi becample  (Todus subulatus) és una espècie d'ocell de la família dels tòdids (Todidae) que habita boscos i matolls de la Hispaniola i la propera illa de la Gonâve.